# Irind
Irind (armenisch Իրինդ) ist ein Dorf und eine Landgemeinde (hamaynkner) in der nordarmenischen Provinz Aragazotn mit offiziell 943 Einwohnern im Jahr 2012. In der Ortsmitte blieb die Ruine einer ungewöhnlichen polygonalen Kirche mit sieben sternförmig angeordneten Konchen erhalten, die nach gängiger Ansicht in das 7. Jahrhundert datiert wird.

## Lage

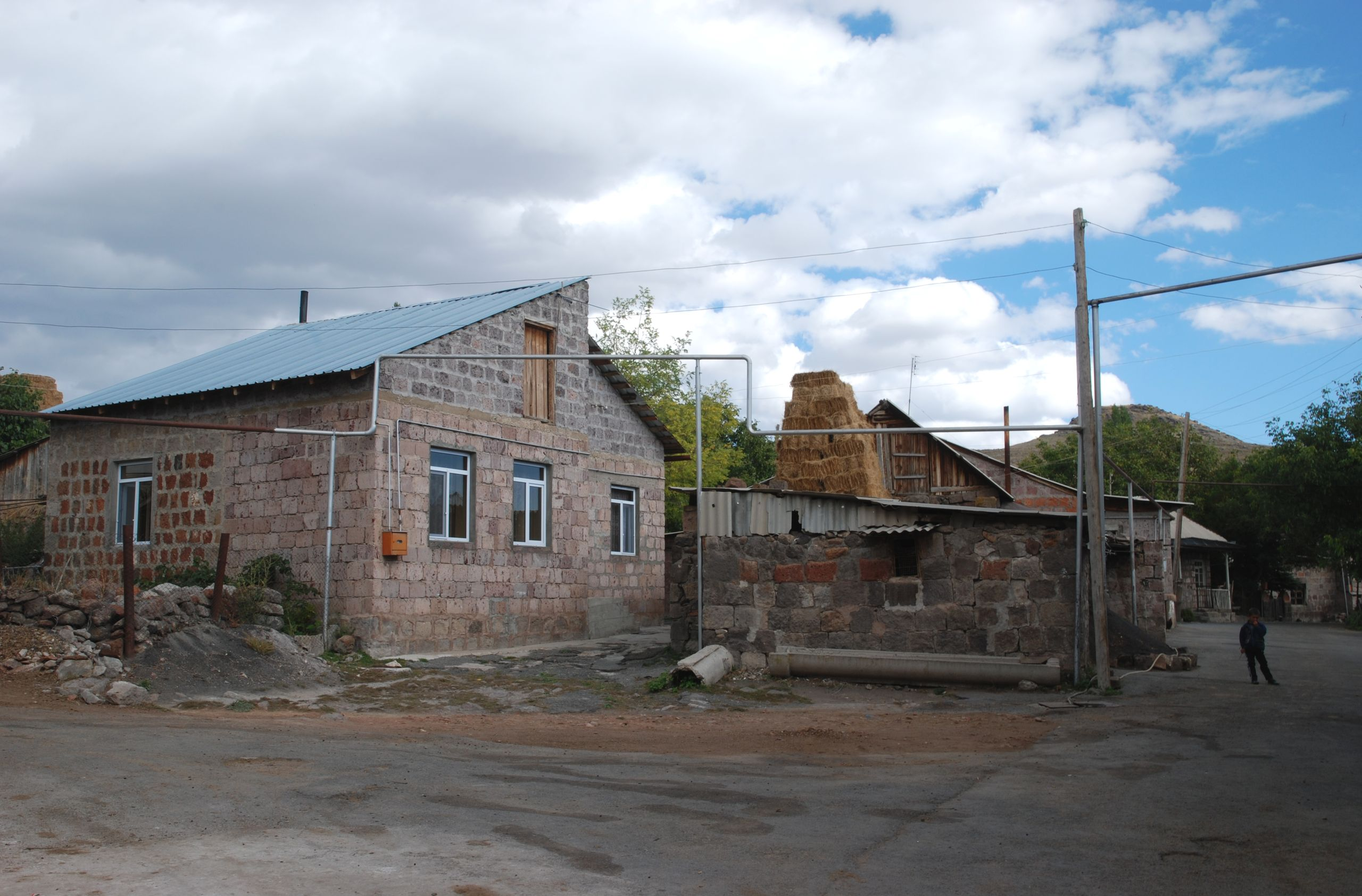
Ortsmitte

Irind liegt auf einer Höhe von 1884 Metern an den westlichen Ausläufern des Berges Aragaz. Von der Schnellstraße M1 zwischen Jerewan und Gjumri zweigt 18 Kilometer nördlich von Arutsch und fünf Kilometer südlich von Talin eine Straße ins Dorf Katnagbhyur ab. Vom Ortszentrum, einen Kilometer östlich der M1, führt eine gute Asphaltstraße bis zum östlichen Ortsrand, biegt dort an der Einmündung einer von Davtashen kommenden Nebenstraße nach Norden ab und erreicht nach drei Kilometern Irind.
Die Ebene zwischen dem Tal des Flusses Achurjan an der türkischen Grenze, die 30 Kilometer von Irind entfernt ist, und dem Aragaz ist ein flach gewelltes baumloses Grasland, das überwiegend als Weidefläche für Rinder genutzt wird.

## Ortsbild

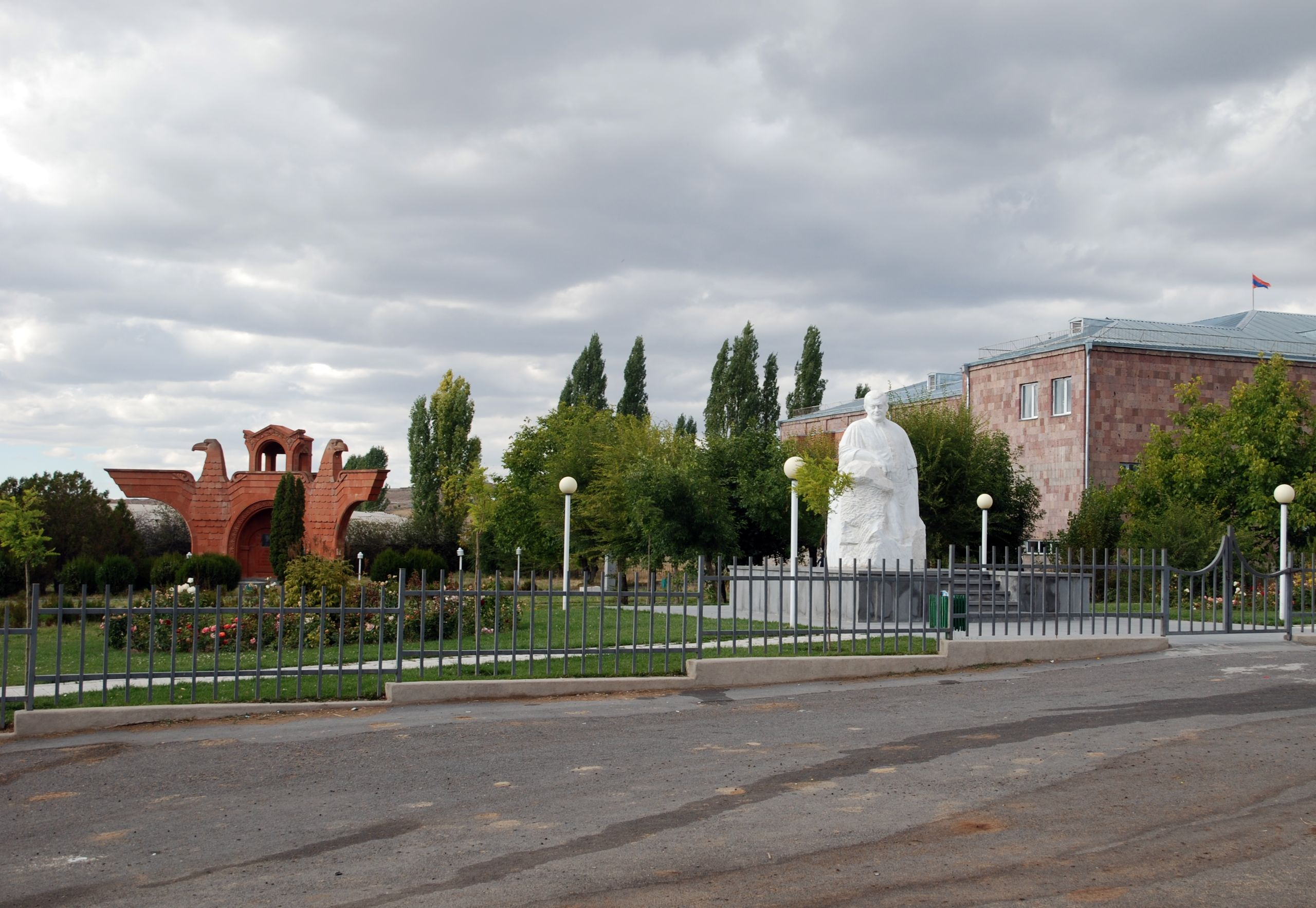
Zentraler Platz mit dem Denkmal, das an Flucht und Ortsgründung erinnert, und dem Marmorstandbild von Andranik Markarjan.

Bei der Volkszählung des Jahres 2001 wurde die offizielle Einwohnerzahl mit 840 angegeben. Im Januar 2012 lebten nach der amtlichen Statistik in Irind 943 Einwohner. Wie die Nachbardörfer liegt Irind in einer Senke, die von den Wasserläufen nahe gelegener Quellen durchflossen wird. Die Bauernhäuser, Viehställe und Heuschober sind von Gärten umgeben, in denen Apfel- und Kirschbäume gedeihen und Gemüse angebaut wird.
Der Ort wurde 1921 von Armeniern gegründet, die wegen des Völkermordes 1915 aus dem von armenischer Seite als Westarmenien bezeichneten Gebiet im heutigen Osten der Türkei geflohen waren. 46 der Ankömmlinge stammten aus der Stadt Sason und 33 aus Muş. An die Umstände der Gründung erinnert ein Monument am zentralen Platz, das zwei riesige Adler aus rosa Tuffsteinplatten zeigt, die über einem Torbogen miteinander verbunden sind. Der Doppeladler ist seit dem 4. Jahrhundert ein dynastisches Zeichen des armenischen Christentums.
Die von Süden kommende Straße endet an diesem Platz; der kompakte Ortskern mit der Kirchenruine befindet sich östlich davon. Der städtisch und in seiner Größe für ein agrarisch geprägtes Dorf überdimensioniert wirkende Platz wurde als Park neben einem großen Rathausgebäude angelegt. Park, Straße und Rathaus sind Andranik Markarjan zu verdanken, der von 2000 bis zu seinem Tod 2007 Premierminister Armeniens war und dessen aus Sason stammende Eltern hier lebten. Zu Ehren Markarjans wurde 2010 neben dem Adler-Denkmal ein überlebensgroßes weißes (Reinheit symbolisierendes) Marmorstandbild aufgestellt.
Ein ökologisches Aufforstungsprogramm spendierte zwischen 2007 und 2010 dem Ort rund 4000 Bäume, davon sind 3200 in Privatgärten gepflanzte Obstbäume und 800 sonstige Bäume, die auf öffentlichen Flächen für Schatten sorgen sollen.

## Kirche

### Herkunft der strahlenförmigen Kuppelbauten

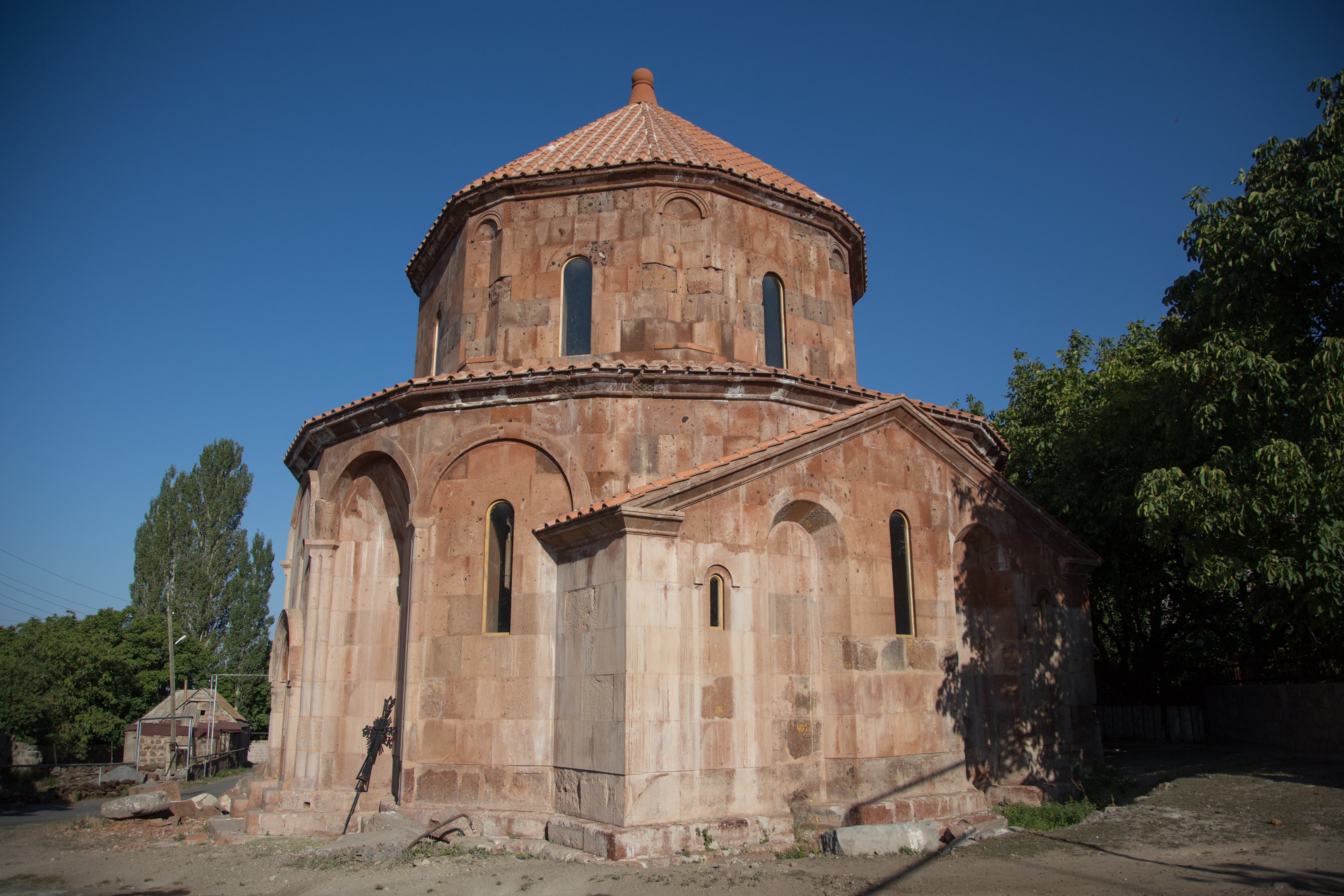
Kirche nach der Sanierung

Der älteste und bekannteste armenische Zentralkuppelbau mit vier Konchen (Tetrakonchos) ist die Kathedrale von Swartnoz, die nach historischen und epigraphischen Quellen üblicherweise in die Mitte des 7. Jahrhunderts datiert wird und von der nur noch einige Steinreihen und Säulen aufrecht stehen. Die Kuppel überspannte den gesamten Zentralraum und wurde von Säulen und Halbsäulen an den vier inneren Wandecken getragen. Dieser Typus eines Tetrakochos mit kreisrundem Umgang wurde mehrfach nachgeahmt, unter anderem im 10. Jahrhundert in der Rundkirche von Bana. Bei einer anderen, unabhängig entstandenen Zentralbaukonstruktion ruht eine kleinere Kuppel auf vier im Quadrat angeordneten freistehenden Pfeilern, wobei der Abstand zwischen Pfeilern und Wänden durch Gurtbögen überbrückt wird. Als Vorbild dieser Entwicklung gilt der um 485 entstandene Neubau der Kathedrale von Etschmiadsin (Etschmiadsin II), gefolgt von der ersten Phase der heute völlig zerstörten Theodoros-Kirche in Bagaran, die 624–631 datiert wird.
Als gedankliche Weiterentwicklung der Kathedrale von Swartnoz, der wiederum Tetrakonchen-Vorläufer im Mittelmeerraum und in Syrien zugrunde lagen, lassen sich die komplexeren polygonalen Grundrisse mit sechs oder acht Apsiden interpretieren. Eine chronologische Abfolge der zunehmenden Apsidenzahl kann jedoch nicht belegt werden, sofern überhaupt verlässliche Datierungen vorliegen. Im 10./11. Jahrhundert traten in der armenischen Baukunst zugleich Zentralbauten ohne Umgang mit vier, sechs und acht Konchen auf.
Im 7. Jahrhundert waren Sechs- und Achtkonchenanlagen in Armenien selten, deutlich häufiger kamen sie in der byzantinischen Architektur vor. Die beiden einzigen bekannten Achtkonchenanlagen des 7. Jahrhunderts in Armenien sind nach Jean-Michel Thierry die Zoravar-Kirche bei Jeghward (661–685) und – mit dem typologischen Unterschied der zum Eingang gewordenen Westkonche – die Kirche von Irind. Strahlenförmige Mehrkonchenkirchen ab dem 10. Jahrhundert sind beispielsweise die Kirche des Heiligen Gregor (Surb Grigor) in Ani mit sechs Konchen und die dortige Erlöserkirche (1036 datiert) mit acht Konchen. Christina Maranci datiert auch Irind in das 10. Jahrhundert, während Jean-Michel Thierry aufgrund der architektonischen Verwandtschaft mit Swartnoz und Jeghegis Ende des 7. Jahrhunderts annimmt.

### Bauform

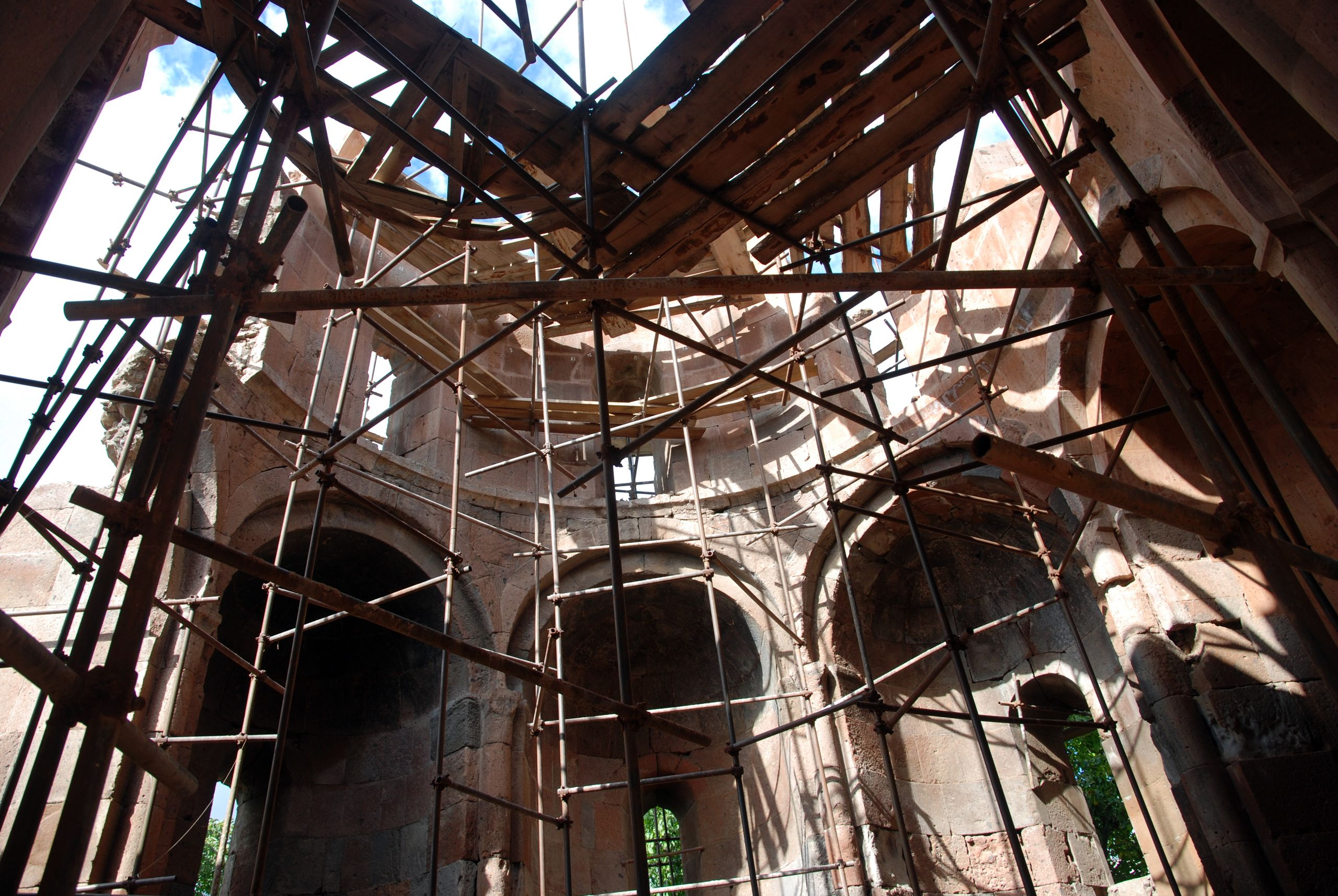
Übergang vom oktogonalen Erdgeschoss zum innen kreisrunden Tambour, während der Restaurierung Ende 2013

Im Unterschied zur nächstverwandten Kirche von Jeghward mit ihrem beinahe symmetrischen oktogonalen Grundriss besitzt die Kirche von Irind sieben gleich große hufeisenförmige Konchen (Heptakonchos), die strahlenförmig um ein Zentrum gruppiert sind. Nur im Westen befindet sich anstelle einer weiteren Konche ein rechteckiger Raum, der vom Eingang zuerst betreten wird. Die Eingangshalle war mit einem Kreuzgewölbe ohne Rippen  überdeckt. Ein zweiter Eingang wurde im Süden rekonstruiert. Hinzu kommen annähernd quadratische Nebenräume, die zu beiden Seiten der Ostkonche angeordnet sind und von den beiden angrenzenden Konchen betreten werden. Die Nebenräume liegen innerhalb einer rechteckigen Außenmauer, die im Osten aus der idealisierten runden Grundform hinausragt.
Die Außenwände sind durch breite Dreiecksnischen zwischen den Konchen gegliedert. Im Grundriss ergibt sich dadurch eine Sternform, deren symmetrische Struktur durch die rechteckigen Ausbuchtungen im Osten und Westen unterbrochen wird. Josef Strzygowski zählte diesen Typus 1918 zu den „Achtpässen mit Dreieckschlitzen“. Die Außenkanten der Konchen werden durch gedoppelte Halbsäulen mit kubischen Kapitellen betont, zwischen denen sich Bögen über den Nischen zum Halbkreis schließen. Hierbei wechseln sich vorkragende Blendbögen an den geraden Wandflächen mit in der Wandebene liegenden Bögen über den Nischen ab.
Innen tragen einfache Halbsäulen an den Wandecken der Konchen Gurtbögen, zwischen denen Pendentifs zum Fußkreis des Tambours überleiten. Die Wandfelder des innen runden und außen achteckigen Tambours werden von großen Rundbogenfenstern durchbrochen. Ihre Anordnung entspricht den Fenstern der darunterliegenden Konchenwände. In die Tambourecken schneiden V-förmige Nischen ein, wie sie auch an der Johanneskirche (Surb Hovanes) in Mastara (nördlich Talin, Mitte 6. oder Mitte 7. Jahrhundert) und der Georgskirche (Surb Geworg) in Garnahovit (bei Artik, 7. Jahrhundert) vorkommen. Die nach Erdbeben spätestens seit dem 19. Jahrhundert fehlende Kuppel besaß einen Durchmesser von 8,35 Metern.
Fotografien vom Beginn des 20. Jahrhunderts und aus den 1990er Jahren zeigen die Kirche in ähnlichem Erhaltungszustand als Trümmerfeld mit der aufrecht stehenden Nordwand und einem Wandsegment des Tambours, das zwei Fensteröffnungen enthält. Nach der Jahrtausendwende begannen umfangreiche Restaurierungen in Richtung eines ungefähren Wiederaufbaus unter Verwendung neuer Steinplatten. 2013 waren die Außenwände weitgehend bis zur Traufkante und einige Lagen des Tambours aufgemauert. Die Wände bestehen – für Ostarmenien typisch – aus sorgfältig behauenen rosa Tuffplatten und einem Kern aus Gussmauerwerk.